# Giske
Giske este o comună din provincia Møre og Romsdal, Norvegia.